# Campionati europei di Formula Kite 2024
I Campionati europei di Formula Kite 2024 si sono svolti a Los Alcázares, in Spagna, dal 16 al 24 marzo 2024.

## Podi
| Evento                 | Oro            | Argento          | Bronzo            |
| Formula Kite Maschile  | Axel Mazella   | Riccardo Pianosi | Connor Bainbridge |
| Formula Kite Femminile | Lauriane Nolot | Jessie Kampman   | Poema Newland     |

## Medagliere
| Posiz. | Nazione     | Oro | Argento | Bronzo | Totale |
| ------ | ----------- | --- | ------- | ------ | ------ |
| 1      | Francia     | 2   | 1       | 1      | 4      |
| 2      | Italia      | 0   | 1       | 0      | 1      |
| 3      | Regno Unito | 0   | 0       | 1      | 1      |
| Totale | Totale      | 2   | 2       | 2      | 6      |